# Телебачення Швеції
Телебачення Швеції — перелік телевізійних каналів та список телекомпаній телебачення Швеції.
| Порядковий № | Назва                            | Додатково             |
| ------------ | -------------------------------- | --------------------- |
| 1            | Newroz TV                        | Суспільне             |
| 2            | Komala TV                        | Суспільне             |
| 3            | The Voice (The Voice TV Sverige) | Музика                |
| 4            | Tre Kronors Hockeyskola Channel  | Спорт                 |
| 5            | Kanal 10                         | Релігія               |
| 6            | Dorotea TV                       | Суспільне             |
| 7            | TV3                              | комерційний телеканал |
| 8            | TV4                              |                       |
| 9            | TV6                              |                       |
| 10           | TV8                              |                       |
| 11           | Sveriges Television              |                       |

| Прапор Швеції | Це незавершена стаття про Швецію. Ви можете допомогти проєкту, виправивши або дописавши її. |